# Smeaci, Novhorod-Siverskîi
Smeaci (în ucraineană Смяч) este o comună în raionul Novhorod-Siverskîi, regiunea Cernihiv, Ucraina, formată numai din satul de reședință.

## Demografie
Componența lingvistică a comunei Smeaci
     Ucraineană (77,19%)
     Rusă (22,81%)
Conform recensământului din 2001, majoritatea populației comunei Smeaci era vorbitoare de ucraineană (77,19%), existând în minoritate și vorbitori de rusă (22,81%).